# Botanophila longifurca
Botanophila longifurca är en tvåvingeart som beskrevs av Fan 1982. Botanophila longifurca ingår i släktet Botanophila och familjen blomsterflugor. Inga underarter finns listade i Catalogue of Life.